# Mably
Mably ist eine französische Gemeinde mit 7246 Einwohnern (Stand 1. Januar 2022) im Département Loire in der Region Auvergne-Rhône-Alpes etwa 70 km nordwestlich von Lyon. Die Gemeinde gehört zum Arrondissement Roanne und zum Kanton Roanne-1.

## Geografie
Die Stadt liegt am westlichen Ufer des Oberlaufs der Loire, wenige Kilometer nördlich von Roanne.

## Geschichte und Wirtschaft
Bereits vor der Gründung Roannes als Rodumna existierte hier eine Siedlung.
Das Wappen von Mably symbolisiert seine bedeutendsten Wirtschaftszweige, Landwirtschaft und Industrie. Der Ort ist ein Zentrum der französischen Dachziegelherstellung. Auf dem Gelände des 1917 eingerichteten Arsenal de Roanne befindet sich heute ein Produktionsbetrieb der Rüstungsfirma Nexter. Mably ist zudem der Hauptsitz und eine Produktionsstätte des großen Lebensmittelherstellers Groupe Valentin Traiteur, der seine Produkte an zahlreiche Handelsketten in Europa vertreibt.

## Bevölkerungsentwicklung
| Jahr                       | 1962 | 1968 | 1975 | 1982 | 1990 | 1999 | 2006 | 2017 |
| Einwohner                  | 5056 | 5301 | 6548 | 7945 | 8291 | 7624 | 7603 | 7605 |
| Quellen: Cassini und INSEE |      |      |      |      |      |      |      |      |

## Sehenswürdigkeiten
- Schlösser Mably und Cornillon
- Kirche Saint-Barthélemy
- Teiche der Ortschaften Merlin und Cornillon
- Mühle von Cornillon

## Gemeindepartnerschaften
Partnerschaften von Mably bestehen mit
- Pô, Provinz Nahouri, Burkina Faso
- Wannweil, Baden-Württemberg
- Wantage, Oxfordshire, England
- Puerto Lumbreras, Murcia, Spanien

## Persönlichkeiten
- Jules Anglès (1778–1828), Politiker